# Joel Kamnitzer
Pour les articles homonymes, voir Kamnitzer.
Joel Kamnitzer (né en 1978) est un mathématicien canadien.

## Carrière
Kamnitzer étudie à l'Université de Waterloo où il obtient son baccalauréat en 2001, puis il obtient son doctorat en 2005 à l'université de Californie à Berkeley sous la direction d'Allen Knutson (en) avec une thèse intitulée « Mirkovic-Vilonen cycles and polytopes ». Il travaille comme chercheur postdoctoral au Mathematical Sciences Research Institute (MSRI) et à Berkeley. En 2008, il est professeur adjoint, puis professeur associé à l'Université de Toronto.
Il s'intéresse aux représentations (géométrie et combinatoire), à la géométrie algébrique et à l'homologie des nœuds à la suite de Mikhaïl Khovanov.

## Prix et distinctions
Il a été de 2011 à 2012, co-rédacteur en chef de la revue Mathematische Zeitschrift. En 2011, il a reçu le Prix André-Aisenstadt. Et pour la période 2012-2014, il a été Sloan Fellow. En 2021 il est lauréat du prix Jeffery-Williams.

## Publications
- « Mirkovic-Vilonen cycles and polytopes », Annals of Mathematics, vol. 171, no 1,‎ 2010, p. 245-294 (lire en ligne) (rédigé à partir de la thèse)
- avec Sabin Cautis, « Knot homology via derived categories of coherent sheaves, I: the {\displaystyle {\mathfrak {sl}}_{2}} case », Duke Mathematical Journal, vol. 142,‎ 2008, p. 511-588 (DOI 10.1215/00127094-2008-012) et « Knot homology via derived categories of coherent sheaves II, {\displaystyle {\mathfrak {sl}}_{m}} case », Inventiones Mathematicae, vol. 174,‎ 2008, p. 165-232 (DOI 10.1007/s00222-008-0138-6)
- avec Sabin Cautis et Anthony Licata, « Categorical geometric skew Howe duality », Inventiones Mathematicae, vol. 180,‎ 2010, p. 111-159 (DOI 10.1007/s00222-009-0227-1)
- avec Pavel Etingof, André Henriques et Eric M. Rains, « The cohomology ring of the moduli space of stable curves of genre 0 with marked points », Annals of Mathematics, 2e série, vol. 171, no 2,‎ 2010, p. 731-777 (lire en ligne)